# 가나 지명
가나 지명(ひらがな・カタカナ地名)은 일본의 지명중 한자를 사용하지 않거나, 한자와 가나(히라가나 또는 가타카나)로 함께 표기한 지명을 말한다. 대한민국의 예를 들면 서울이나 새만금과 같이 한자 표기를 할 수 없는 고유어 표기를 연상할 수 있으나, 일본어 한자는 고유어도 훈독이라는 형식으로 나타낼 수 있기 때문에 대한민국의 용례와는 같지 않다. 한자와 가나가 섞여서 사용된 경우도 포함되나, 江ノ島와 같이 ~의를 나타내는 조사 の는 제외하는 것이 상례이다. 가나 지명의 대부분은 본래 한자표기가 있었으나, 한자읽기가 어렵거나, 부드러운 이미지를 나타내기 위한 효과를 위해 일부러 사용하는 경우가 많다. 특히 근래에 지자체간 통합이 빈번하게 일어나면서 새로 출범한 지자체명을 가나표기하는 경우가 많아졌다. 여기에 대해서는 전통파괴라는 비판이 있기도 하다.

## 가나 지명의 예
- 홋카이도 아부타군 니세코정 北海道 虻田郡 ニセコ町（二世古、新雪谷 ※아이누어에 한자표기를 붙인 것）
- 홋카이도 호로이즈미군 에리모정 北海道 幌泉郡 えりも町（襟裳 ※아이누어에 한자표기를 붙인 것）
- 아오모리현 쓰가루시 青森県 つがる市（津軽）
- 아오모리현 무쓰시 青森県 むつ市 (陸奥, 1960년 시급 도시 중 최초로 가나 지명 사용)
- 아키타현 니카호시 秋田県 にかほ市（仁賀保）
- 후쿠시마현 이와키시 福島県 いわき市 (岩城 또는 磐城)
- 사이타마현 사이타마시 埼玉県 さいたま市（埼玉, 가나 지명 사용 최대 규모의 지자체, 도도부현청 소재지 중 유일하게 가나 지명 사용）
- 이바라키현 가스미가우라시 茨城県 かすみがうら市 (霞ヶ浦, 가스미가우라호에서 따옴.)
- 이바라키현 쓰쿠바시 茨城県 つくば市 (筑波)
- 이바라키현 쓰쿠바미라이시 茨城県 つくばみらい市 (筑波未来)
- 이바라키현 히타치나카시 茨城県 ひたちなか市 (常陸那珂)
- 도치기현 사쿠라시 栃木 さくら市 (桜)
- 야마나시현 미나미알프스시 山梨県 南アルプス市 (외래어인 까닭에 한자표기가 없음, 가타카나 지명 사용 유일의 지자체)
- 미에현 이나베시 三重県 いなべ市（員弁）
- 이시카와현 가호쿠시 石川県かほく市（河北）
- 아이치현 아마시 愛知県 あま市
- 아이치현 미요시시 愛知県 みよし市 (합병 전 三好町)
- 후쿠오카현 미야마시 福岡県 みやま市（三山、미이케군과 야마토군의 두문자합성지명）
- 후쿠오카현 우키하시 福岡県 うきは市 (浮羽)
- 오키나와현 우루마시 沖縄県 うるま市（宇流麻　※류큐어에 한자표기를 붙인 것）